# Persicaria manshuricola
Persicaria manshuricola är en slideväxtart som beskrevs av M. Kitagawa. Persicaria manshuricola ingår i släktet pilörter, och familjen slideväxter. Inga underarter finns listade i Catalogue of Life.